# Ayuntamiento de Paterna
El Ayuntamiento de Paterna (en valenciano: Ajuntament de Paterna) es el órgano encargado del gobierno y administración del municipio de Paterna, situado en la provincia de Valencia, Comunidad Valenciana, España. Está presidido por el alcalde. En 2023 ocupa dicho cargo Juan Antonio Sagredo Marco, del PSPV-PSOE. Esta administración tiene su sede en la plaza del Ingeniero Castells.

## Alcaldes
| Periodo   | Nombre                                                                         | Partido                                                              |
| --------- | ------------------------------------------------------------------------------ | -------------------------------------------------------------------- |
| 1979-1983 | Bernardino Giménez Santos                                                      | Partit Socialista del País Valencià (PSPV-PSOE)                      |
| 1983-1987 | Bernardino Giménez Santos                                                      | Partit Socialista del País Valencià (PSPV-PSOE)                      |
| 1987-1991 | Bernardino Giménez Santos                                                      | Partit Socialista del País Valencià (PSPV-PSOE)                      |
| 1991-1995 | José Enrique Bargues López                                                     | Partit Socialista del País Valencià (PSPV-PSOE)                      |
| 1995-1999 | José Francisco Romero Valls (1995-1997) Francisco Borruey Palacios (1997-1999) | Partido Popular (PP) Partit Socialista del País Valencià (PSPV-PSOE) |
| 1999-2003 | Francisco Borruey Palacios                                                     | Partit Socialista del País Valencià (PSPV-PSOE)                      |
| 2003-2007 | Francisco Borruey Palacios                                                     | Partit Socialista del País Valencià (PSPV-PSOE)                      |
| 2007-2011 | Lorenzo Agustí Pons                                                            | Partido Popular (PP)                                                 |
| 2011-2015 | Lorenzo Agustí Pons (2011-2014) Elena Martínez Guillem (2014-2015)             | Partido Popular (PP)                                                 |
| 2015-2019 | Juan Antonio Sagredo Marco                                                     | Partit Socialista del País Valencià (PSPV-PSOE)                      |
| 2019-2023 | Juan Antonio Sagredo Marco                                                     | Partit Socialista del País Valencià (PSPV-PSOE)                      |
| 2023-act. | Juan Antonio Sagredo Marco                                                     | Partit Socialista del País Valencià (PSPV-PSOE)                      |

## Resultados electorales
| Partido político                                 | 2011       | 2011   | 2011  | 2015       | 2015   | 2015  | 2019       | 2019   | 2019  | 2023       | 2023   | 2023  |
| Partido político                                 | Concejales | Votos  | %     | Concejales | Votos  | %     | Concejales | Votos  | %     | Concejales | Votos  | %     |
| Partit Socialista del País Valencià (PSPV-PSOE)  | 7          | 7649   | 24,43 | 6          | 7442   | 22,54 | 13         | 14484  | 47,41 | 14         | 16677  | 48,60 |
| Partido Popular (PP)                             | 14         | 15 997 | 51,08 | 6          | 6839   | 20,71 | 4          | 4395   | 14,39 | 6          | 8080   | 23,55 |
| Vox                                              | —          | —      | —     | 0          | 266    | 0,81  | 2          | 2136   | 6,99  | 3          | 4541   | 13,23 |
| Compromís                                        | 2          | 2433   | 7,77  | 6          | 6827   | 20,68 | 3          | 3268   | 10,70 | 2          | 2826   | 8,23  |
| Ciudadanos (CS)                                  | —          | —      | —     | 4          | 4315   | 13,07 | 3          | 3975   | 13,01 | 0          | 483    | 1,40  |
| Podem                                            | —          | —      | —     | 2          | 3216   | 9,74  | 0          | 1238   | 4,05  | 0          | 1041   | 3,03  |
| Esquerra Unida del País Valencià (EUPV)          | 2          | 2228   | 7,11  | 1          | 2087   | 6,32  | 0          | 822    | 2,69  | —          | —      | —     |
| Unión Progreso y Democracia (UPyD)               | 0          | 796    | 2,54  | 0          | 672    | 2,04  | —          | —      | —     | —          | —      | —     |
| Partidos sin representación (No llegaron al 5 %) | -          | 1502   | 4,80  | -          | 896    | 2,71  | -          | 71     | 0,23  | -          | 308    | 0,89  |
| Concejales                                       | 25         |        |       | 25         |        |       | 25         |        |       | 25         |        |       |
| Total votantes                                   |            | 31 790 | 65,44 |            | 33 334 | 67,81 |            | 30 656 | 60,66 |            | 34 575 | 66,90 |
| Abstención                                       |            | 16 791 | 34,56 |            | 15 822 | 32,19 |            | 19 880 | 39,34 |            | 17 100 | 33,09 |
| En blanco                                        |            | 711    | 2,27  |            | 456    | 1,38  |            | 161    | 0,53  |            | 353    | 1,02  |
| Nulos                                            |            | 4741   | 1,49  |            | 318    | 0,95  |            | 106    | 0,35  |            | 266    | 0,76  |

## Evolución de la deuda viva
El concepto de deuda viva contempla solo las deudas con cajas y bancos relativas a créditos financieros, valores de renta fija y préstamos o créditos transferidos a terceros, excluyéndose, por tanto, la deuda comercial. La deuda viva municipal por habitante en 2015 ascendía a 600 €.
| Gráfica de evolución de la deuda viva del Ayuntamiento entre 2008 y 2023                          |
|                                                                                                   |
| Deuda viva del Ayuntamiento de Paterna, en miles de euros, según datos del Ministerio de Hacienda |